# Régiment des étrangers recrutés (Suède)
Pour les articles homonymes, voir Légion étrangère (homonymie).
Le Värvat Främlingsregemente (Régiment d’étrangers recrutés) était un régiment d'infanterie des Forces armées suédoises créé en Pologne au début du XVIIIe siècle. 

## Histoire
Le régiment fut créé en Pologne en 1706 pendant la Grande Guerre du Nord. Il était composé de 1 200 hommes, principalement d'anciens soldats polonais capturés ou déserteurs. En 1709, lorsque le régiment quitta la Pologne, 960 hommes désertèrent et le régiment fut dissous. Les soldats restants furent transférés dans d'autres régiments. 

## Campagnes
- La Grande Guerre du Nord (1700 – 1721)

## Voir également
- Provinces de Suède